# Еппінген
Еппінген (нім. Eppingen) — місто в Німеччині, знаходиться в землі Баден-Вюртемберг. Підпорядковується адміністративному округу Штутгарт. Входить до складу району Гайльбронн.
Площа — 88,59 км2. Населення становить 22 024 ос. (станом на 31 грудня 2020).